# Campeonato Sul-Americano de Rugby de 1998
O Campeonato Sul-Americano de Rugby de 1998 foi a XXI edição deste torneio.

O torneio foi realizado em vários locais diferentes, Assunção, Buenos Aires, Montevideu e Santiago.

Participaram as equipas de Argentina, Chile, Paraguai e Uruguai. 

A Seleção Argentina  ganhou o título.

## Jogos
| 3 de Outubro de 1998 |         |         |          |
| Chile                | 13 - 20 | Uruguai | Santiago |
|                      |         |         | Santiago |

| 3 de Outubro de 1998 |        |           |          |
| Paraguai             | 0 - 59 | Argentina | Assunção |
|                      |        |           | Assunção |

| 10 de Outubro de 1998 |         |           |          |
| Chile                 | 17 - 25 | Argentina | Santiago |
|                       |         |           | Santiago |

| 10 de Outubro de 1998 |        |          |            |
| Uruguai               | 93 - 3 | Paraguai | Montevideu |
|                       |        |          | Montevideu |

| 17 de Outubro de 1998 |         |         |              |
| Argentina             | 30 - 14 | Uruguai | Buenos Aires |
|                       |         |         | Buenos Aires |

| 17 de Outubro de 1998 |         |       |          |
| Paraguai              | 17 - 58 | Chile | Assunção |
|                       |         |       | Assunção |

### Classificação
| Seleção   | Vitórias | Empates | Derrotas | Pontos a favor | Pontos contra | Pontos +/- | Pontos |
| --------- | -------- | ------- | -------- | -------------- | ------------- | ---------- | ------ |
| Argentina | 3        | 0       | 0        | 114            | 31            | +83        | 6      |
| Uruguai   | 2        | 0       | 1        | 127            | 46            | +81        | 4      |
| Chile     | 1        | 0       | 2        | 88             | 62            | +26        | 2      |
| Paraguai  | 0        | 0       | 3        | 20             | 210           | -190       | 0      |

Pontuação: Vitória = 2, Empate = 1, Derrota = 0 

## Campeão
| Campeonato Sul-Americano de Rugby 1998 |
| -------------------------------------- |
| ARGENTINA Campeã (20º título)          |